# SV Plüderhausen
SV Plüderhausen – niemiecki klub tenisa stołowego występujący w Bundeslidze, z siedzibą w Plüderhausen powstały w 1893 roku.

## Kadra
- 1. Jörgen Persson
- 2. Aleksandar Karakašević
- 3. Jakub Kosowski
- 4. Zolt Pete

- Trener Momcilo Walka IC

## Osiągnięcia
- Puchar Europy (ETTU) 2002, 2005, 2009
- Liga Mistrzów finalist 2006
- Półfinał DTTB Cup 1997 i 2004